# Pleigne
Pleigne (toponimo francese; in tedesco Pleen, desueto) è un comune svizzero di 353 abitanti del Canton Giura, nel distretto di Delémont.

## Monumenti e luoghi d'interesse

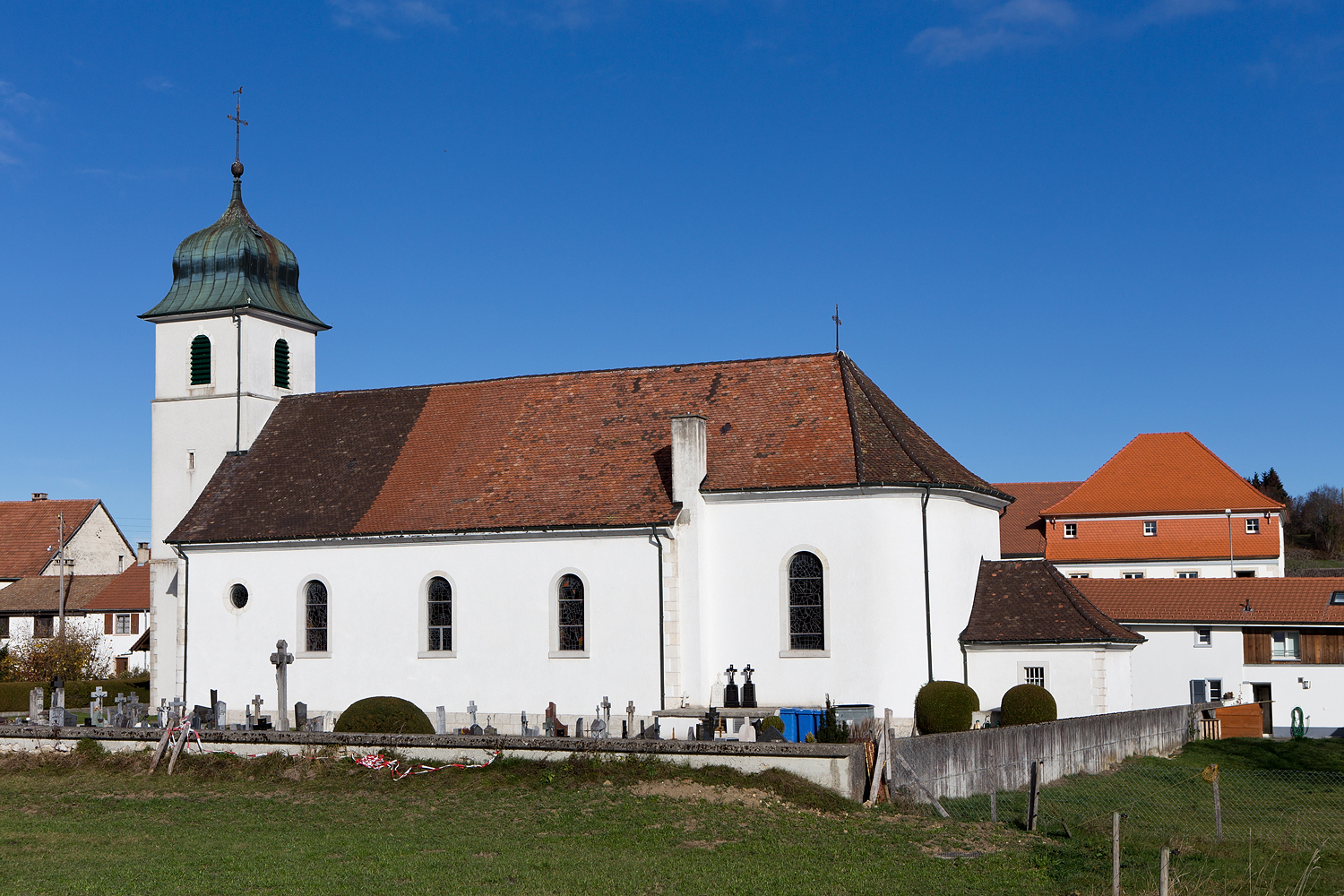
La chiesa dei Santi Pietro e Paolo

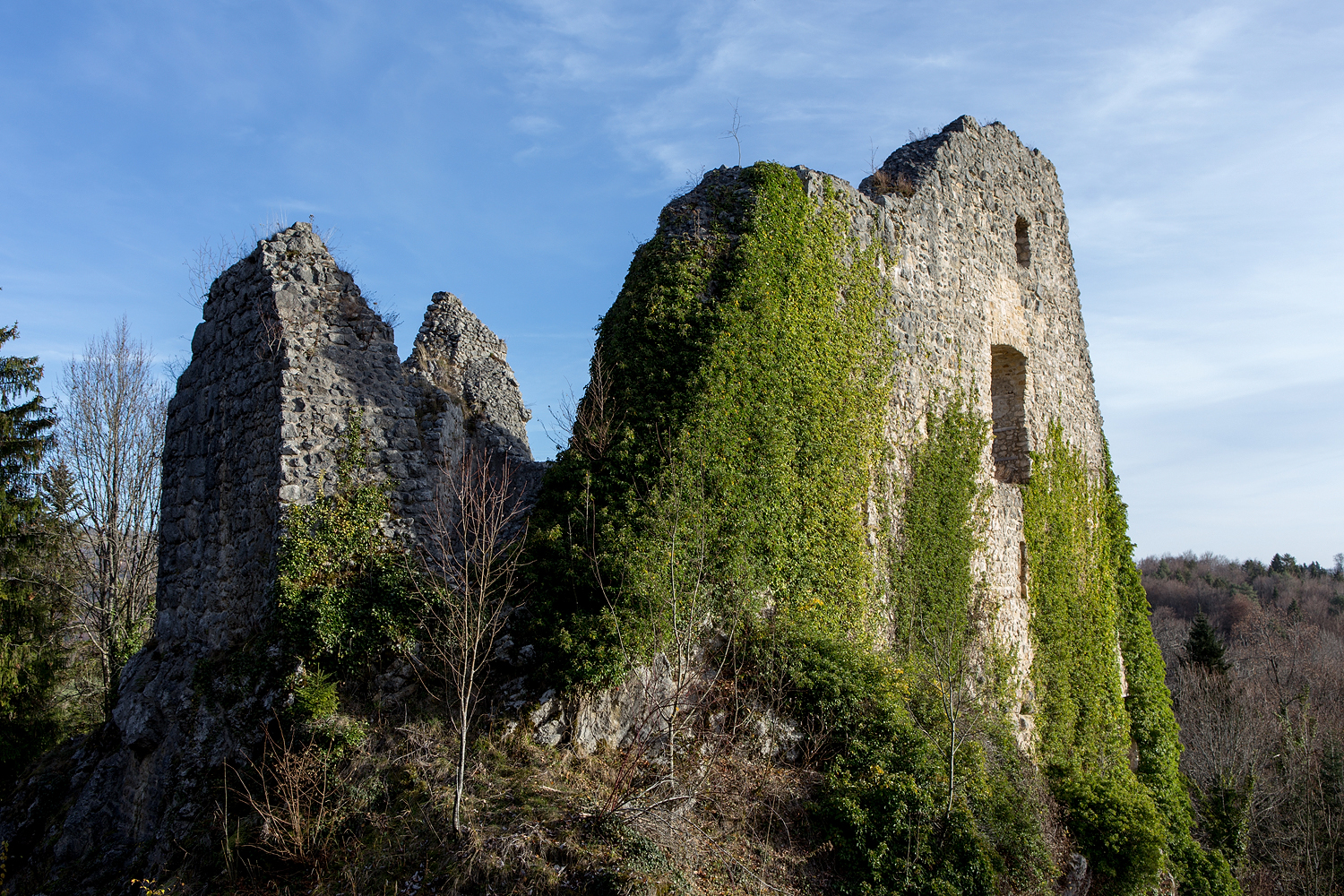
Le rovine del castello di Löwenburg

- Chiesa cattolica dei Santi Pietro e Paolo, attestata dal 1188 e ricostruita nel 1787[1];
- Locanda di Moulin-Neuf[1];
- Antico mulino di Bavelier, eretto all'inizio del XVIII secolo[1];
- Sito archeologico di Löwenburg[1][2].

## Società

### Evoluzione demografica
L'evoluzione demografica è riportata nella seguente tabella:
Abitanti censiti

## Amministrazione
Ogni famiglia originaria del luogo fa parte del cosiddetto comune patriziale e ha la responsabilità della manutenzione di ogni bene ricadente all'interno dei confini del comune.